# Katarzyna Bujakiewicz

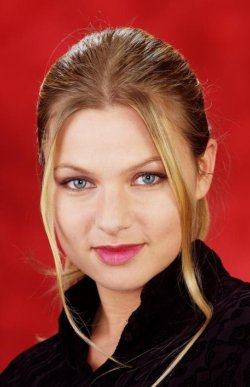
Katarzyna Bujakiewicz

Katarzyna Bujakiewicz (* 28. September 1972 in Posen) ist eine polnische Schauspielerin. 

## Leben
Nach dem Abitur studierte Bujakiewicz Schauspiel an der PWST (Państwowa Wyższa Szkoła Teatralna im. Ludwika Solskiego) in Breslau. Nach dem Abschluss spielte sie am Teatr Nowy w Poznaniu und am Teatr Współczesny w Szczecinie Theater. Neben der Schauspielerei ist Katarzyna Bujakiewicz auch gelegentlich als Model tätig, wie zum Beispiel für das Magazin CKM.
Große Bekanntheit erlangte sie mit der Arztserie Na dobre i na złe, in der Katarzyna die Rolle der Marta Koziol von 2000 bis 2011 spielte. Zusätzlich ist sie in eine Reihe von polnischen Fernseh- und Kinofilmen zu sehen. Ihr bekanntester Film ist Die Wikinger – Angriff der Nordmänner von Jerzy Hoffman, der in Deutschland auf DVD erschienen ist.
Seit 2012 ist sie in der Arztserie Lekarze in der Rolle der ‚Sylwia Matysiak‘ zu sehen.

## Filmografie (Auswahl)
- 1995: Die Verwandlungsmaschine (Maszyna Zmian) (Fernsehserie, Folge 6, Das Goldhuhn)
- 1998: Slawa i chwala (Miniserie)
- 1998: Kochaj i rób co chcesz
- 2000–2011: Na dobre i na złe (Fernsehserie, 256 Folgen)
- 2000: Pucus (Miniserie)
- 2000: Nie ma zmiluj
- 2001: Stacja
- 2001: Poranek kojota
- 2001: Inferno (Fernsehfilm)
- 2002: Rób swoje, ryzyko jest twoje
- 2003: Die Wikinger – Angriff der Nordmänner (Stara baśń. Kiedy słońce było bogiem)
- 2003: Warszawa
- 2003: Zróbmy sobie wnuka
- 2004: Nigdy w zyciu!
- 2005: Rh+
- 2005–2007: Magda M (Fernsehserie, 55 Folgen)
- 2008: Nie klam, kochanie
- 2011: Listy do M.
- 2012–2014 Lekarze (Fernsehserie, 60 Folgen)
- 2015: Listy do M. 2
- 2016: Kolekcja sukienek
- 2016: Planeta Singli
- 2018: Plagi Breslau – Die Seuchen Breslaus (Plagi Breslau)
- 2023: Gdzie diabel nie moze, tam baby posle 2
- 2024: Augen zu und durch, Bruder (Idź przodem, bracie)